# توم أليسون
توم أليسون (بالإنجليزية: Tom Allison)‏ (20 فبراير 1921 في المملكة المتحدة - 1 نوفمبر 2010) هو لاعب كرة قدم بريطاني (وحمل سابقاً جنسية المملكة المتحدة لبريطانيا العظمى وأيرلندا) في مركز مهاجم داخلي. لعب مع دارلينجتون إف سى.